# Потёмкин, Николай Дмитриевич
Николай Дмитриевич Потёмкин (15 июня 1885, Коротеевка, Орловская губерния — 8 апреля 1965, Харьков) — советский учёный, специалист в области животноводства, 1927 — профессор, 1956 — академик ВАСХНИЛ.

## Биография
В 1910 году окончил Московский сельскохозяйственный институт. Стажировался в Швейцарии в хозяйствах с выведением симментальского скота.
С 1911 года работает старшим специалистом губернского земства и членом экспертной комиссии Орловской племенной книги. В 1913—1914 годах — за рубежом, отбирал для закупки племенной скот симментальской породы. Организовал и руководил Ярышевским племенным питомником симментальской породы скота, питомник получил за работу 7 золотых и 30 серебряных медалей.
В 1918 году лично предоставил в Совнарком докладную справку о необходимости восстановления племенного животноводства, в частности в Орловской губернии. По этому вопросу имел беседы с В. И. Лениным и управляющим делами Совнаркома В. Д. Бонч-Бруевичем.
Май 1918 — уполномоченный Чрезвычайной комиссии по охране племенного животноводства Орловской и Брянской губерний.
1921 — заместитель начальника управления животноводства Наркомзема СССР, 1922—1923 — начальник.
Профессор Белорусского сельскохозяйственного института — в 1925—1926, Харьковского зоотехнического института в 1931—1935 годах.
В 1935—1938 годах — в Белоцерковском сельскохозяйственном институте.
В 1943—1965 годах заведует кафедрой Харьковского зооветеринарного института.
В 1960—1965 годах является председателем совета по племенной работе с симментальской породой скота в УССР.

## Научные труды
Его научные труды касаются племенного дела и по улучшению экстерьера и конституции сельскохозяйственных животных:
- «Массовое улучшение российского животноводства (без Сибири и Кавказа)», 1926,
- «Основы практики племенного разведения сельскохозяйственных животных», 1933,
- «Совершенствование симментальской породы в Украине», 1950,
- «О работе с симментальской породой скота на Украине», 1956.